# Andrej Lukić
Andrej Lukić (Nova Gradiška, 2. travnja 1994.) hrvatski je nogometaš koji igra na poziciji braniča. Trenutačno igra za Ruch Chorzów.

## Vanjske poveznice
- Profil, Hrvatski nogometni savez
- Profil, Transfermarkt (engl.)